# Antonín Veith
Antonín Veith, také Weith (3. ledna 1793, České Budějovice – 19. prosince 1853, Liběchov) byl majitel panství Liběchov a mecenáš školství, věd a umění. Veith byl zemský vlastenec, který se snažil podporovat kulturu, umění a pokojné soužití Čechů a Němců v českých zemích.

## Život a působení
Narodil se jako druhý syn vyučeného tkalce a úspěšného textilního podnikatele Jacoba Veitha z Volar (1758–1833), který získal řadu panství v Čechách (Dub u Vodňan, Semily, Želízy, Jesenný, Jirny, Nejdek, Děpoltovice u Karlových Varů, Červená Lhota, Sukorady, Snědovice, Brocno, ad.).
Antonín studoval na Akademickém gymnáziu v Praze, kde se naučil také česky, a zabýval se anglickou a francouzskou literaturou. Rok 1817 strávil v Anglii a po smrti svého otce 1833 zdědil panství Liběchov a statky na Kokořínsku. Jako jeho otec byl u svých poddaných velmi oblíben, podporoval české i německé školy a soustředil okolo sebe kruh významných učenců a umělců, které také podporoval. Patřili mezi ně například Bernard Bolzano, lékař a přírodovědec Julius Vincenc Krombholz, básník František Matouš Klácel, František Palacký, Karel Sabina, Josef Václav Frič nebo právník a politik František August Brauner.
V Liběchově působili také malíř Josef Navrátil, který zámek vyzdobil freskami, Quido Mánes a sochař Václav Levý. Toho Veith po náhodném setkání přijal jako kuchaře, všiml si jeho talentu a umožnil mu studovat u Ludwiga Schwanthalera v Mnichově. Levý pak na Veithův podnět vytesal řadu soch a plastik v lesích kolem Tupadel, zejména slavnou Klácelku. Roku 1837 se Veith rozhodl vybudovat nad Tupadly památník národních hrdinů Slavín, kam chtěl umístit sochy 24 významných osob české historie, Čechů i Němců. Architekturu projektoval Wilhelm Gail, sochy objednal u Ludwiga Schwanthalera, který však po 8 návrzích soch zemřel a po roce 1848 Veith z finančních důvodů projekt nedokončil. Po bankrotu svého bratra Václava (1787–1852), hospodařícího v Kolíně, se stal správcem rodových statků, ale dostal se také do hospodářských nesnází, dluhů a roku 1853 zemřel. Dědicem statků byl synovec Antonín Ladislav Veith (1836–1913), který je musel postupně odprodávat.